# 赫尔辛基露天游泳馆

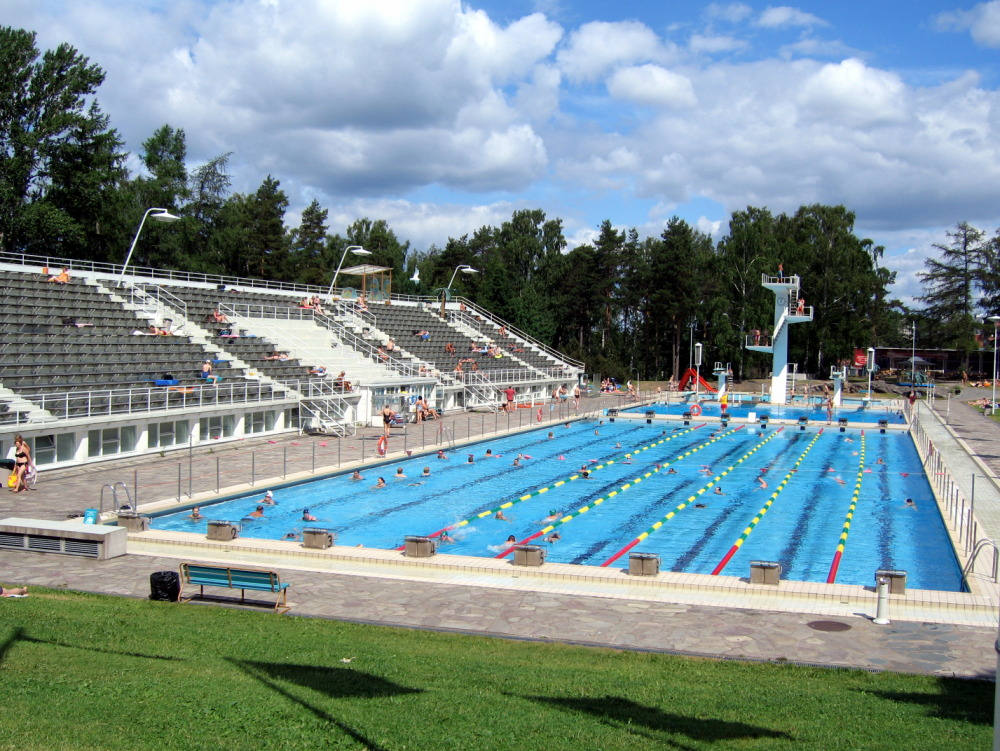
赫尔辛基露天游泳馆于2006年

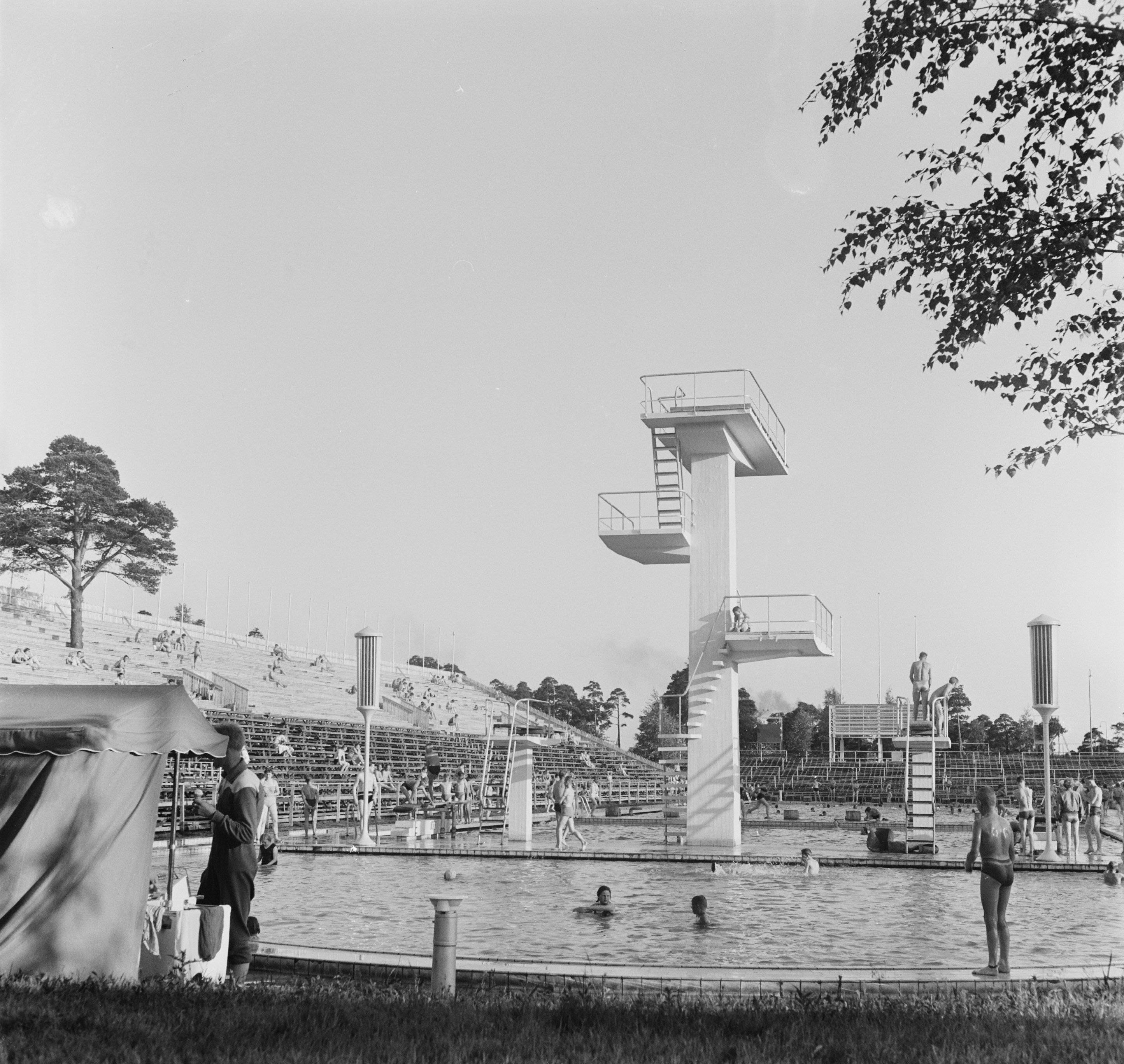
1952年7月18日时的赫尔辛基露天游泳馆

赫尔辛基露天游泳馆（芬蘭語：Helsingin uimastadion）是芬兰赫尔辛基的一个露天游泳馆，位于赫尔辛基奥林匹克体育场的东北方。修建该露天游泳馆的最初目的是作为1940年夏季奥林匹克运动会的比赛场馆，由于战争的缘故赫尔辛基奥运会延迟至1952年才举行。现今该露天游泳馆与昆普拉露天游泳馆並列為赫尔辛基倍受欢迎的露天游泳馆。